# Pollex lafontainei
Pollex lafontainei là một loài bướm đêm thuộc họ Erebidae. Nó được tìm thấy ở Palawan ở Philippines.
Sải cánh dài khoảng 11 mm. Cánh trước hẹp và màu nâu hơi xám. Cánh dưới màu nâu đậm đồng nhất.